# Buhla
Buhla is een gemeente in de Duitse deelstaat Thüringen, en maakt deel uit van de Landkreis Eichsfeld.
Buhla telt 471 inwoners.